# Route départementale 3050 (Aisne)
Pour les articles homonymes, voir Route départementale 3050.
Dans l'Aisne, la RD 3050 est une route départementale française reliant Hirson à la frontière franco-belge. Avant 2006, la RD 3050 était nommée la RD 1050
Elle est aussi appelée Route Charlemagne.
Elle est entièrement à 2 voies de Hirson à la frontière. La route commence par un rond-point où convergent la RD 1043 et l'ancienne RD 1043 qui passait avant 2001 dans le centre d'Hirson.
Avant le contournement d'Hirson, la route commençait au carrefour avec les RD 1043 et RD 963. L'ancien tracé de la RD 1050 a été attribué à la RD 963 qui a donc été prolongé. Le trajet de la route se termine à la frontière franco-belge de Macquenoise. À partir de la frontière, celle-ci devient la RN 99 qui relie la frontière à Chimay. Depuis le 1er janvier 2006, la route est renommée en RD 3050 en raison du déclassement de routes nationales qui sont déclassées dans le département en RD 10XX